# Pyrgonota semperi
Pyrgonota semperi är en insektsart som beskrevs av Carl Stål. Pyrgonota semperi ingår i släktet Pyrgonota och familjen hornstritar. Inga underarter finns listade i Catalogue of Life.